# ГЕС Канісада
ГЕС Канісада (порт. Barragem da Caniçada) — гідроелектростанція на півночі Португалії. Знаходячись між ГЕС Саламонде та ГЕС Пеніде, входить до складу каскаду на річці Каваду, яка тече в Атлантичний океан з гірської системи Peneda-Gerês.
При спорудженні станції річку перекрили бетонною арковою греблею висотою 76 метрів та довжиною 246 метрів, на спорудження якої пішло 90 тис. м3 матеріалу. Вона утримує водосховище із площею поверхні 6,9 км2 та об'ємом 171 млн м3 (корисний об'єм 159 млн м3). Окрім прямого стоку, сюди надходить вода, відпрацьована на станції Vilarinho das Furnas, яка отримує її із річки Homem (права притока Каваду).
Машинний зал станції, введеної в експлуатацію у 1955 році, спорудили під правобережним гірським масивом неподалік від греблі. У ньому розмістили дві турбіни типу Френсіс потужністю по 31 МВт, які при напорі від 77 до 121 метра забезпечують виробництво 337 млн кВт-год електроенергії на рік. Відпрацьована вода відводиться у річку через тунель довжиною 7 км.
Зв'язок з енергосистемою здійснюється по ЛЕП, що працює під напругою 158 кВ.